# Disney Sing It: Party Hits
Disney Sing It: Party Hits è un videogioco musicale dove cantare in karaoke, sequel di High School Musical: Sing It!, Disney Sing It, Disney Sing It! - High School Musical 3: Senior Year e Disney Sing It: Pop Hits. È stato distribuito il 24 settembre 2010 per diverse piattaforme in Europa e il 12 ottobre 2010 negli Stati Uniti. È il primo gioco della serie ad includere un music store con contenuti scaricabili, tuttavia assente nella versione Wii.

## Canzoni
Disney Sing It: Party Hits presenta un buon numero di canzoni non affiliate a Disney oltre a quelle prese da Camp Rock 2: The Final Jam.
- A Different Side of Me (Allstar Weekend)
- It's Alright, It's OK (Ashley Tisdale)
- Boom Boom Pow (The Black Eyed Peas)
- Brand New Day (Camp Rock 2: The Final Jam)
- Fire (Camp Rock 2: The Final Jam)
- I Wouldn't Change A Thing (Camp Rock 2: The Final Jam)
- Introducing Me (Camp Rock 2: The Final Jam)
- It's On (Camp Rock 2: The Final Jam)
- I Never Told You (Colbie Caillat)
- Here We Go Again (Demi Lovato)
- Remember December (Demi Lovato)
- Me, Myself And Time (Sonny/Demi Lovato)
- Solo (Iyaz)
- I'm Yours (Jason Mraz)
- Fly with Me (Jonas Brothers)
- Paranoid (Jonas Brothers)
- Battlefield (Jordin Sparks)
- One Less Lonely Girl (Justin Bieber)
- One Time (Justin Bieber)
- Already Gone (Kelly Clarkson)
- Who I Am (Nick Jonas & the Administration)
- All The Right Moves (OneRepublic)
- Fireflies (Owl City)
- Brick by Boring Brick (Paramore)
- Ignorance (Paramore)
- Falling Down (Selena Gomez & the Scene)
- Magic (Pilot) (Selena Gomez)
- Naturally (Selena Gomez & the Scene)

### Contenuti scaricabili (solo PS3)
- Ordinary Girl (Hannah Montana)
- Round & Round (Selena Gomez & the Scene)
- Dance Forever (Allstar Weekend)
- According to You (Orianthi)
- Hey, Soul Sister (Train)
- S.O.S. (Let the Music Play) (Jordin Sparks)
- Undo It (Carrie Underwood)